# Bilderberg-csoport
A Bilderberg-csoport egy befolyásos személyekből (tudósok, médiaszemélyiségek, politikusok, üzletemberek, lásd lentebb) álló, zárt körű társaság. Nevét egy holland szállodáról kapta, ahol először tartották meg a gyűlésüket 1954-ben.
Szigorúan zárt ajtók és maximális védelem mellett 1954 óta minden évben tanácskoznak — ez csak háromszor maradt el, 1976-ban és a covid időszakában.
A találkozót minden évben május végén, valamivel a G8-ak összejövetele előtt tartják. Az ülésre delegáltak ⅔-a európai,
⅓-a érkezik az USÁ-ból és Kanadából. Minden évben hívnak meg vendégeket is — a tárgyalt témák szakértőit.
Témáik és a résztvevők nevei nyilvánosak, a találkozón elhangzottakról azonban nem adnak ki közleményt és nem nyilatkoznak. Az összejöveteleken nem szavaznak és más módon sem hoznak döntéseket — egyszerűen mindenki elmondja véleményét az adott kérdésről. A megbeszéléseken mindenki magánemberként, szigorúan nem hivatalos minőségben vesz részt.

## Története
A csoportot hivatalosan a 2004-ben elhunyt Bernát holland herceg alapította.Ennek megfelelően ő szervezte és vezette az első találkozót.
Az ötletadó valójában a lengyel emigráns családban született Joseph Retinger, aki soha, semmilyen komolyabb hivatalos pozíciót nem töltött be, de mindenki elismeri, hogy személyes befolyásával kiemelkedően járult hozzá a 2. világháború utáni politikai világrend alakulásához. Ő 1952-ben kereste meg Bernát herceget azzal az elképzelésével, hogy befolyásos európai és amerikai üzletemberekből és politikusokból alakítsanak egy olyan csoportot, amely szigorú hírzárlat mellett tanácskozhatna az euroatlanti kapcsolatok jövőjéről.
Az első Bilderberg-találkozó nevesebb résztvevői:
- David Rockefeller

- Dean Rusk

- C.D. Jackson
- Dennis Healey
- Walter Bedell Smith.

## Titkosság, összeesküvés-elméletek
A Bilderberg-csoport tanácskozásai bizalmas jellegűek, a „Chatham House Rule”-t követik, azaz a brit Királyi Külügyi Intézet, a Chatham House tanácskozásain elfogadott szabályok az érvényesek. Eszerint annak érdekében, hogy a résztvevők szabadon fejthessék ki saját személyes véleményüket egy-egy témáról, a résztvevők kötelezik magukat arra, hogy a tanácskozásokon elhangzottakról beszélhetnek ugyan, de nem nevezhetik meg az egyes álláspontokat képviselő személyeket, illetve azok nemzeti vagy intézményi hovatartozását.
Ezek a szabályok széles körben használatosak nemzetközi konferenciákon, „think tank”-ek ülésein, amelyeken olyan szakértők vesznek részt, akiknek egyúttal hivatali funkciójuk is van, és a konferencián nem feltétlenül a hivatalos, hanem a szakmai álláspontjukat akarják képviselni. Mivel a Bilderberg-csoport ülésein igen magas rangú személyek vesznek részt, tanácskozásaik „titkossága” már régen kiváltotta a közvélemény kiemelt érdeklődését és a sajtó támadásait.
Robert Eringer kutatónak állítólag sikerült megszereznie egy példányt az 1955 szeptemberében — a nyugatnémet Garmischban — tartott konferencián írt titkos jegyzőkönyvről. Állítása szerint ez áll a jegyzőkönyv 30. oldalán: „Ezen konferencia résztvevői azokat a megállapodásokat, amelyek a kifejtett vélemények után egy általános konszenzus folyamán születnek, a saját befolyási övezetükön belül továbbadhatják, természetesen a forrás érintése nélkül.” Egy levelében ezt válaszolta Eringernek a „bilderberger” Sir Paul Chambers: „Semmit nem árulhatok el a Bilderberg-csoportról egy kívülállónak, aki nem tagja annak. Ez kötelességem. Nagyon sajnálom, hogy nem segíthetek Önnek, de erre abszolút nincs fölhatalmazásom, s ebben a vonatkozásban nagy hibát követnék el, ha bármit is mondanék a Bilderberg-csoportról.”
Ezek a „leleplezések” semmi eltérést nem mutatnak a széles körben ismert és alkalmazott Chatham House szabálytól.
A csoport egyik tagja, Richard C. Holbrooke nyilatkozatában árnyalta a csoport jelentőségét: „Soha nem hoznak döntést semmiről, és egy csomó mindenben nem értenek egyet. Viccesen azt mondanám, hogy közel sem olyan fontosak, mint amennyire magukat képzelik. És természetesen egyáltalán nem olyan fontosak, mint ahogy azt az összeesküvés-elméletek kedvelői gondolják.”

## Találkozók
- 1954. (május 29–31.) Hotel de Bilderberg, Oosterbeek, Hollandia
- 1955. (március 18–20.), Barbizon, Franciaország és (szeptember 23–25.), Garmisch-Partenkirchen, NSZK
- 1956. (május 11–13.), Fredensborg, Dánia
- 1957. (február 15–17.), St. Simons Island, Georgia, USA és (október 4-6.), Fiuggi, Olaszország
- 1958. (szeptember 13–15.), Buxton, Egyesült Királyság
- 1959. (szeptember 18–20.), Yeşilköy, Törökország
- 1960. (május 28–29.), Bürgenstock, Svájc
- 1961. (április 21–23.), St. Castin, Kanada
- 1962. (május 18–20.), Saltsjöbaden, Svédország
- 1963. (május 29–31.), Cannes, Franciaország
- 1964. (március 20–22.), Williamsburg, Virginia, Amerikai Egyesült Államok
- 1965. (április 2–4.), Villa d'Este, Olaszország
- 1966. (március 25–27.), Wiesbaden, NSZK
- 1967. (március 31. – április 2.), Cambridge, Egyesült Királyság
- 1968. (április 26–28.), Mont Tremblant, Kanada
- 1969. (május 9–11.), Marienlyst, Dánia
- 1970. (április 17–19.), Bad Ragaz, Svájc
- 1971. (április 23–25.), Woodstock (Vermont), Amerikai Egyesült Államok
- 1972. (április 21–23.), Knokke, Belgium
- 1973. (május 11–13.), Saltsjöbaden, Svédország
- 1974. (április 19–21.), Megève, Franciaország
- 1975. (április 25–27.), Çesme, Törökország
- 1976: nem volt találkozó
- 1977. (április 22–24.), Torquay, Anglia
- 1978. (április 21–23.), Princeton, Amerikai Egyesült Államok
- 1979. (április 27–29.), Baden, Ausztria
- 1980. (április 18–20.), Aachen, Nyugat-Németország
- 1981. (május 15–17.), Bürgenstock, Svájc
- 1982. (május 14–16.), Sandefjord, Norvégia
- 1983. (május 13–15.) Montebello, Kanada
- 1984. (május 11–13.), Saltsjöbaden, Svédország
- 1985. (május 10–12.), Rye Brook, NY, Amerikai Egyesült Államok
- 1986. (április 25–27.), Gleneagles, Skócia
- 1987. (április 24–26.), Villa d'Este, Olaszország
- 1988. (június 3–5.), Telfs-Buchen, Ausztria
- 1989. (május 12–14.), La Toja, Spanyolország
- 1990. (május 11–13.), Glen Cove, NY, Amerikai Egyesült Államok
- 1991. (június 6–9.), Baden-Baden, Németország
- 1992. (május 21–24.), Évian-les-Bains, Franciaország
- 1993. (április 22–25.), Vouliagmeni, Görögország
- 1994. (június 2–5.), Helsinki, Finnország
- 1995. (június 8–11.), Zürich, Svájc
- 1996. (május 30. – június 2.), CIBC Leadership Centre, Toronto, Kanada
- 1997. (június 12–15.), Pine Isle szálloda, Lake Lanier, GA, Amerikai Egyesült Államok
- 1998. (május 14–17.), Turnberry, Skócia
- 1999. (június 3–6.), Caesar Park Hotel Penha Longa, Sintra, Portugália
- 2000. (június 1–3.), Chateau Du Lac Hotel, Brüsszel, Belgium
- 2001. (május 24–27.), Göteborg, Svédország
- 2002. (május 30. – június 2.), Chantilly, VA, Amerikai Egyesült Államok
- 2003. (május 15–18.), Versailles, Franciaország
- 2004. (június 3–6.), Stresa, Olaszország
- 2005. (május 5–8.), Dorint Sofitel Seehotel, Rottach-Egern, Németország
- 2006. (június 8–11.), Brookstreet Hotel, Ottawa, Ontario, Kanada
- 2007. (május 31. – június 3), Isztambul, Törökország
- 2008. (június 5–8.), Chantilly, Virginia, Amerikai Egyesült Államok
- 2009. (május 14–17.), Nafsika Astir Palace Hotel, Vouliagmeni, Görögország
- 2010. (június 3–7.), Hotel Dolce, Sitges, Spanyolország
- 2011. (június 9–12.), Suvretta House, St. Moritz, Svájc
- 2012. (május 31. – június 3.), Chantilly, Virginia, Amerikai Egyesült Államok
- 2013. (június 6–9.), Hertfordshire, Anglia
- 2014. (május 29. – június 1.), Koppenhága, Dánia[3]
- 2015. (június 11–14.), Telfs, Ausztria
- 2016. (június 9–12.), Drezda, Németország
- 2017. (június 1–4.), Chantilly, Virginia, Amerikai Egyesült Államok
- 2018. (június 7–10.), Torino, Olaszország
- 2019. (május 30. – június 2.), Montreux, Svájc
- 2022. (június 2–5.), Washington, Amerikai Egyesült Államok
- 2023. (május 18–21.), Lisszabon, Portugália

## Tagok és meghívottak
Az alábbi lista nem teljes, és egyes személyek esetében a tisztségek megjelölése korábbi állapotot tükröz.

### Magyar résztvevők
- Bokros Lajos, volt magyar pénzügyminiszter
- Surányi György (1996, 1997, 1999), a Magyar Nemzeti Bank volt elnöke
- Martonyi János (2008), volt magyar külügyminiszter[4]
- Bajnai Gordon (2014), volt miniszterelnök, az Együtt párt korábbi vezetője[5][6]

### További résztvevők
- Peter Carington, volt NATO-főtitkár
- Gianni Agnelli, Fiat-elnök
- Umberto Agnelli, IFIL-elnök
- Paul A. Allaire, a Xerox Corp. elnöke
- Francisco Pinto Balsemao, Portugália exminiszterelnöke
- Bodil Nyboe Andersen, a Dán Központi Bank vezetője
- Percy Barnevik, az Asea Brown Boveri Ltd. elnöke
- Robert L. Bartley, a Wall Street Journal szerkesztője
- Samuel R. Berger, elnöki tanácsadó (USA)
- Maarten A. van den Bergh, a Royal Dutch/Shell Comp. csoport ügyvezető igazgatója
- C. Fred Bergsten, az Institute for International Economics igazgatója
- E. John P. Browne, a British Petroleum Comp. p.l.c. vezérigazgatója
- John H. Bryan, a Sara Lee Corporation elnök-vezérigazgatója
- Hubert Burda, aBurda Media elnöke
- Hugo Butler, a Neue Zürcher Zeitung főszerkesztője
- Ulrich Cartellieri, a Deutsche Bank AG felügyelőbizottsági tagja
- Jon S. Corzine, a Goldman Sachs & Co. elnök-vezérigazgatója
- Robert M. J. C. Cranborne, a Lordok Házában az ellenzék vezetője
- Gazi Ercel, a Török Központi Bank vezetője
- Jean-Louis Gergorin, a Matra Hachette igazgatótanácsi tagja
- Louis V. Gerstner, az IBM Corp. elnöke
- Richard C. Holbrooke, volt külügyi szóvivő (USA)
- Will Hutton, a The Observer szerkesztője
- Jaakko Iloniemi, Finnország volt USA-beli nagykövete
- Henry A. Kissinger, az USA exkülügyminisztere
- Andre Levy-Lang, a Banque Paribas igazgatótanácsi elnöke
- William W. Lewis, a McKinsey Global Institute igazgatója
- William J. McDonough, a Federal Reserve Bank of New York elnöke
- Matthias Nass, a Die Zeit vezető szerkesztője
- Sauli V. Niinisto, Finnország pénzügyminisztere
- Sam Nunn, volt szenátor (USA)
- Andrzej Olechowski, a Central Europe Trust lengyelországi elnöke
- Jorma Ollila, a Nokia Corp. elnök-vezérigazgatója
- John M. Page, Jr., a Világbank, közel-keleti és afrikai régiójának vezető közgazdásza
- David Rockefeller, a Chase Manhattan Bank elnöke
- Matias Rodriguez, az Inciarte Banco de Santander alelnöke
- Jürgen E. Schrempp, a Daimler-Benz AG igazgatótanácsi elnöke
- Klaus Schwab, a World Economic Forum elnöke
- Peter D. Sutherland, a Sachs International elnöke
- J. Martin Taylor, a Barclays plc vezérigazgatója
- Franz Vranitzky, Ausztria korábbi kancellárja
- James D. Wolfensohn, a Világbank volt elnöke
- Flavio Cotti, Svájc volt külügyminisztere
- Francois X. de Donnea, Belgium volt védelmi minisztere
- Yannos Kiranidiotis, Görögország külügyminiszter-helyettese
- Andre-Francois H. Villeneuve, a Reuters Group Holdings plc ügyvezető igazgatója
- Herman H.F. Wijffels, a Rabobank Nederland igazgatótanácsi elnöke